# Saint-Moreil
Saint-Moreil é uma comuna francesa na região administrativa da Nova Aquitânia, no departamento de Creuse. Estende-se por uma área de 23,94 km². Em 2010 a comuna tinha 217 habitantes (densidade: 9,1 hab./km²).